# Renate Groenewold
Renate Titzia Groenewold (ur. 8 października 1976 w Veendam) – holenderska łyżwiarka szybka, dwukrotna wicemistrzyni olimpijska i wielokrotna medalistka mistrzostw świata.

## Kariera
Pierwszy sukces w karierze Renate Groenewold osiągnęła w 1996 roku, kiedy zdobyła srebrny medal w wieloboju podczas mistrzostw świata juniorów w Calgary. Wśród seniorek pierwsze podium wywalczyła podczas mistrzostw Europy w Hamar w 2000 roku, przegrywając tylko z dwoma Niemkami: Anni Friesinger i Gundą Niemann-Stirnemann. Trzecia była także na rozgrywanych rok później wielobojowych mistrzostwach świata w Budapeszcie, ulegając Anni Friesinger i kolejnej Niemce, Claudii Pechstein. W 2002 roku wystartowała na igrzyskach olimpijskich w Salt Lake City, zdobywając srebrny medal na dystansie 3000 m. Rozdzieliła wtedy na podium Claudię Pechstein oraz Cindy Klassen z Kanady. Na tych samych igrzyskach wystąpiła także w biegu na 100 m, ale nie ukończyła rywalizacji. Na mistrzostwach Europy w Heerenveen ponownie zdobyła brązowy medal, wynik ten powtarzając też rok później, podczas kolejnych mistrzostw Europy w Heerenveen. W 2004 roku zdobyła też swój pierwszy tytuł mistrzowski, zwyciężając na wielobojowych mistrzostwach świata w Hamar. Igrzyska olimpijskie w Turynie w 2006 roku przyniosły jej kolejny srebrny medal w biegu na 3000 m. Tym razem wyprzedziła ją jedynie jej rodaczka Ireen Wüst, a trzecie miejsce ponownie przypadło Cindy Klassen. Była też szósta w biegu drużynowym oraz dziewiąta na dystansach 1500 i 5000 m. W tym samym roku wywalczyła również srebro na mistrzostwach Europy w Hamar. Kolejne dwa medale zdobyła na dystansowych mistrzostwach świata w Salt Lake City w 2007 roku. Wspólnie z Ireen Wüst i Paulien van Deutekom była tam druga w biegu drużynowym, a indywidualnie drugie miejsce zajęła w biegu na 3000 m, ustępując tylko Czeszce Martinie Sáblíkovej. W tym samym roku zdobyła swój ostatni medal mistrzostw kontynentu, zajmując trzecie miejsce mistrzostwach Europy w Collalbo. Z dystansowych mistrzostw świata w Nagano w 2008 roku nie przywiozła medalu indywidualnego, jednak razem z Wüst i van Deutekom zwyciężyła w drużynie. Ostatnie medale zdobyła podczas dystansowych mistrzostw świata w Vancouver w 2009 roku, gdzie zwyciężyła w biegu na 3000 m i była druga w biegu drużynowym. Startowała także na igrzyskach olimpijskich w Vancouver w 2010 roku, jednak nie stanęła na podium. W biegu na 3000 m była dziesiąta, a wspólnie z koleżankami zajęła szóste miejsce w drużynie. Wielokrotnie stawała na podium zawodów Pucharu Świata, odnosząc przy tym sześć zwycięstw indywidualnych i pięć drużynowych. Najlepsze wyniki osiągnęła w sezonach 2003/2004 i 2004/2005, kiedy zajmowała drugie miejsce w klasyfikacji 3000 m/5000 m. W tej samej klasyfikacji była też trzecia w sezonie 2007/2008, a w sezonie 2003/2004 trzecie miejsce zajęła w klasyfikacji 1500 m. Wielokrotnie zdobywała medale mistrzostw Holandii, w tym trzynaście złotych (10 na dystansach i 3 w wieloboju).

## Osiągnięcia

### Igrzyska olimpijskie
- Salt Lake City 2002
  - srebro (3000 m); DNF (1500 m)
- Turyn 2006
  - srebro (3000 m); 9. (1500 m); 9. (5000 m); 6. (druż.)

### Mistrzostwa świata
- 2001 – 3. (wielobój)
- 2004 – 1. (wielobój)
- 2007 – 2. (3000 m); 2. (sztafeta)
- 2008 – 1. (sztafeta)
- 2009 – 1. (3000 m); 2. (sztafeta)